# Kosalya concludens
Kosalya concludens är en insektsart som beskrevs av Alexander Fyodorovich Emeljanov 2005. Kosalya concludens ingår i släktet Kosalya och familjen vedstritar. Inga underarter finns listade i Catalogue of Life.